# Congregació Diabòlica del Congrés
La Congregació Diabòlica del Congrés, va néixer el novembre del 2011, quan un grup de joves del barri, interessats a fomentar la cultura tradicional catalana, tenen la idea de formar una entitat que s'encarregui de difondre-la. Són nois i noies que ja formen part d'agrupacions relacionades amb actes festius i també amb la colla de Diables i Tabalers del Poble-sec i els Diables de la Sagrera. I heus aquí que l'any següent, el 2012, la Congregació Diabòlica del Congrés ja es va estrenar en el Toc d'Inici de les festes de la Mercè i amb un primer correfoc en aquelles festes.
La colla va aprofitar les festes del barri del Congrés d'aquell any mateix per fer el correfoc del bateig oficial, en què fou apadrinada pels Diables del Poble-sec i pels Diables del Clot. Des que es va fundar, a més dels correfocs i festes de pirotècnia, l'entitat ha participat en activitats molt diverses del barri del Congrés, sempre amb la voluntat de treballar per la vida social i cultural de l'entorn.